# Odontoloma obscurum
Odontoloma obscurum là một loài bọ cánh cứng trong họ Bọ hung (Scarabaeidae).